# NGC 1907
NGC 1907 is een open sterrenhoop in het sterrenbeeld Voerman. Het hemelobject werd op 17 januari 1787 ontdekt door de Duits-Britse astronoom William Herschel.

## Synoniemen
- OCL 434